# Benno Albrecht
Benno Albrecht (* 10. November 1957 in Caracas, Venezuela) ist ein italienischer Architekt und Hochschullehrer. Seit 2021 ist er Rektor der Università Iuav di Venezia.

## Leben
Benno Albrecht wurde in Caracas, Venezuela, in einer Familie aus Triest geboren. Er schloss sein Architekturstudium an der Iuav bei Vittorio de Feo ab und arbeitete mit Vittorio Gregotti und Leonardo Benevolo zusammen. Für seine Arbeiten und Projekte wurde er mit Architekturpreisen ausgezeichnet und hat nationale und internationale Designwettbewerbe gewonnen. Er hat an der Ausarbeitung zahlreicher städtebaulichen Regulierungspläne mitgewirkt, darunter der aktuelle Plan für Venedig.
Er hat an Universitäten und Forschungszentren in Europa, Asien, Afrika und Amerika Vorlesungen gehalten und unterrichtet. Er hat Ausstellungen auf der Mailänder Triennale kuratiert, die auch exportiert wurden. Er ist ordentlicher Professor für architektonische und städtebauliche Gestaltung an der Universität Iuav in Venedig. Er gründete und leitete den Masterstudiengang Architektur für Nachhaltigkeit, den ersten Studiengang für Nachhaltigkeit in Italien und einen der ersten in Europa. Er nahm an der ersten Ausgabe von WAVe, Workshop of Architecture in Venice, teil, reformierte den Masterstudiengang und die Doktorandenschule und erfand zusammen mit Alberto Ferlenga das Format von Iuav Abroad, dem Netzwerk von Iuav-Alumni, Akademikern und Fachleuten, die im Ausland lehren und arbeiten. Er war Direktor der Doktorandenschule und ist Co-Direktor des EPiC International Centre on Resilient Cities and Reconstruction.
Seine Hauptgebiete in Design und Forschung sind Nachhaltigkeit und städtisches Erbe. Er war verantwortlicher Direktor für Forschungsprojekten für mehrere internationale Organisationen wie der Weltbank – Weltbank für Wiederaufbau, UN ESCWA – Wirtschafts- und Sozialkommission für Westasien und UNDP – Entwicklungsprogramm der Vereinten Nationen. Nach dem Krieg in Syrien führte er multidisziplinäre Forschungen zum städtischen und sozialen Wiederaufbau in nordafrikanischen und nahöstlichen Ländern durch. Er hat mehrere Bücher und wissenschaftliche Arbeiten veröffentlicht.